# Food Crops
Der Begriff Food Crops stammt aus der Agrarökonomie und bezeichnet landwirtschaftlich angebaute Produkte, die vornehmlich der Selbstversorgung (Subsistenzwirtschaft) dienen und lediglich in geringem Maße auf dem Markt verkauft werden. Hierzu zählen wichtige Produkte der lokalen Nahrungsmittelproduktion, wie zum Beispiel Hirse, Mais, Bataten, Yams oder Maniok.
Das Gegenteil sind die Cash Crops, die hauptsächlich zum Verkauf auf dem Markt angebaut werden.